# Chiril Știrbu
Chiril Știrbu (sau Știrbul, în rusă Кирилл Антонович Штирбу; n. 17 februarie/2 martie 1915, Broșteni, volostea Cruteansc⁠(d), Gubernia Podolia, Imperiul Rus – d. 27 august 1997, Chișinău, Republica Moldova) a fost un actor moldovean, Artist al Poporului din URSS (1960).

## Biografie
Chiril Știrbu s-a născut pe data de 17 februarie 1915 în satul Broșteni din Ținutul Balta (azi în Transnistria). 
În 1937 a absolvit Școala de Teatru din Odesa. Apoi a devenit actor la Primul teatru moldovenesc din Tiraspol. În 1940, după Ocupația sovietică a Basarabiei și Bucovinei de Nord, teatrul moldovenesc a fost mutat la Chișinău. A jucat de asemenea și în filme.
Ca om politic, a făcut parte din comitetul central al Partidului Comunist al RSS Moldovenești în perioada 1963-1976. A fost de asemenea deputat în Sovietul Suprem al RSS Moldovenești. 
Actorul a decedat pe 27 august 1997 în Chișinău, Republica Moldova, fiind înmormântat în Cimitirul Armenesc. 
O stradă din Chișinău poartă numele actorului.